# سیارک ۱۱۵۸۵
سیارک ۱۱۵۸۵ (به انگلیسی: 11585 Orlandelassus، نامگذاری:1994RB17) یازده هزار و پانصد و هشتاد و پنجمین سیارک کشف شده‌است که در ۳ سپتامبر ۱۹۹۴ کشف شد.
قدر مطلق سیارک برابر ۲۹.۵ است.